# Mademoiselle Polly
Marie Polly Cuninghame, dite Mademoiselle Polly, est une danseuse franco-néerlandaise née à Bordeaux le 27 octobre 1785 et morte à De Bilt le 9 avril 1837.
Née « Marie », enfant illégitime de parents inconnus, elle est légitimée lors du mariage de Patrice Cuninghame et de Catherine Charlint le 7 septembre 1796 à Bordeaux.
Après avoir dansé dans sa ville natale dans la troupe d'enfants dirigée par Jean-Baptiste Hus et son fils adoptif Eugène, elle fait ses débuts à Paris en 1798 : elle danse au Théâtre de l'Émulation dirigé par Ribié, puis à celui des Jeunes-Artistes. De janvier à avril 1800, elle se produit au Théâtre de la Monnaie de Bruxelles avec la petite troupe d'Antoine Corniol, puis à Gand en septembre.
La réputation et les talents précoces de Mlle Polly incitent la direction du Théâtre d'Amsterdam à l'engager et elle remplira les emplois de première danseuse dans le nouveau « Ballet national d'Amsterdam » de 1801 à 1823.
En 1803, elle retourne à Paris pour y suivre les leçons de Pierre Gardel, qu'elle mettra notamment à profit dans les divertissements du Proserpine de Paisiello. En 1806 elle donne plusieurs représentations à Gand et l'année suivante elle épouse l'homme d'affaires Hendricus de Heus.
Elle quitte la scène en 1823. Sa brillante carrière représente un tournant décisif dans l'histoire de la danse aux Pays-Bas, à l'aube du ballet romantique.